# 零陵唇柱苣苔
零陵唇柱苣苔（学名：Chirita linglingensis），为苦苣苔科唇柱苣苔属下的一个植物种。其种加词“linglingensis”意为“湖南零陵的”。
现接受名为零陵报春苣苔（Primulina linglingensis (W.T.Wang) Mich.Möller & A.Weber, 2011）。